# Grandparigny
Grandparigny ist eine französische Gemeinde mit 2.623 Einwohnern (Stand 1. Januar 2022) im Département Manche in der Region Normandie. Sie gehört zum Kanton Saint-Hilaire-du-Harcouët und zum Arrondissement Avranches.
Sie entstand mit Wirkung vom 1. Januar 2016 als Commune nouvelle durch die Zusammenlegung der ehemaligen Gemeinden Chèvreville, Martigny, Milly und Parigny, die in der neuen Gemeinde den Status einer Commune déléguée haben. Der Verwaltungssitz befindet sich im Ort Parigny.

## Gliederung

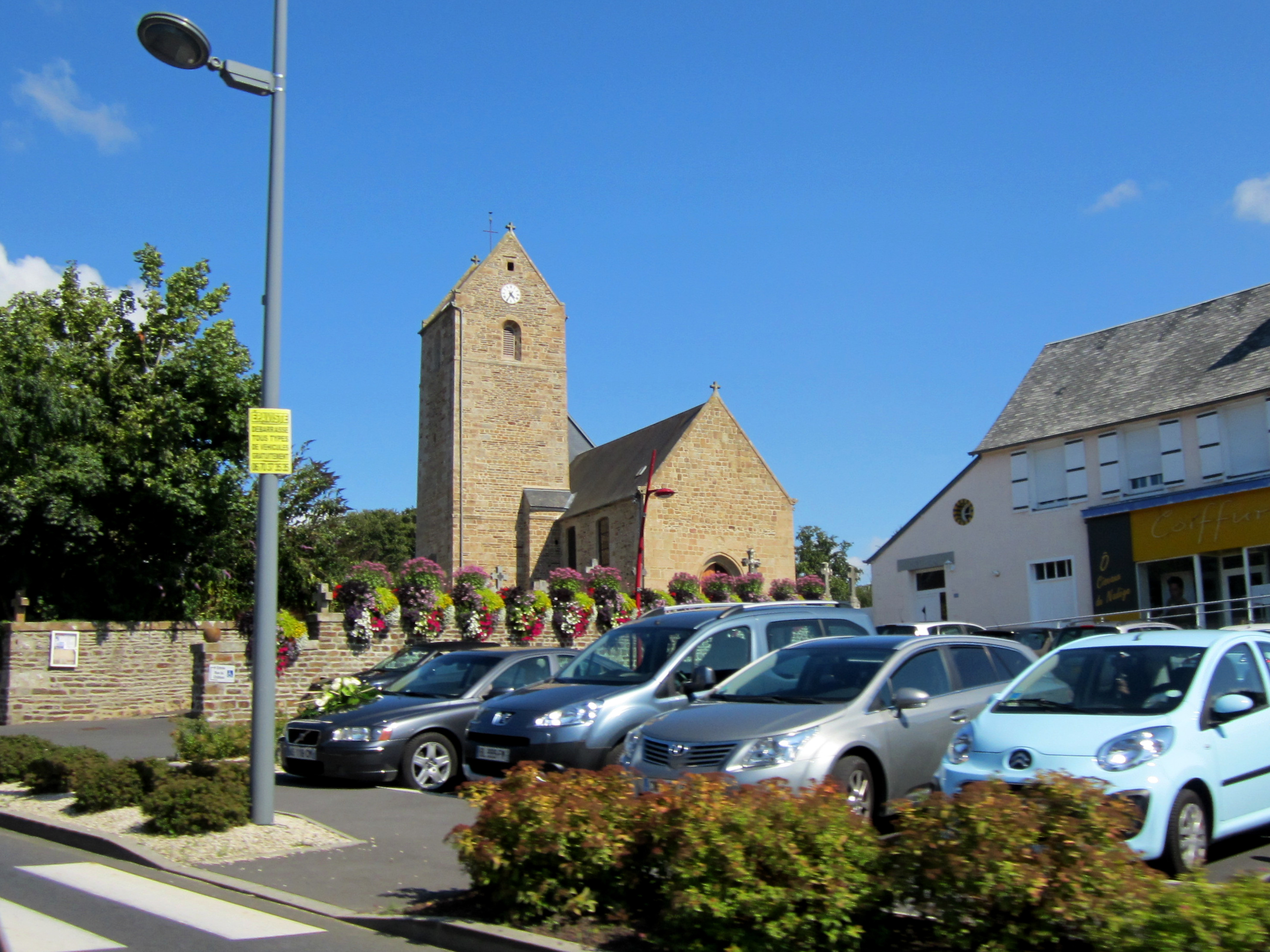
Kirche Notre-Dame

| Ortsteil                  | ehemaliger INSEE-Code | Fläche (km²) | Einwohnerzahl zum 1. Januar 2022 |
| ------------------------- | --------------------- | ------------ | -------------------------------- |
| Parigny (Verwaltungssitz) | 50391                 | 11,62        | 1.797                            |
| Chèvreville               | 50133                 | 04,45        | .0193                            |
| Martigny                  | 50293                 | 08,89        | .0307                            |
| Milly                     | 50329                 | 09,65        | .0326                            |